# Mesomerodon spinipenne
Mesomerodon spinipenne är en skalbaggsart som beskrevs av Ohaus 1905. Mesomerodon spinipenne ingår i släktet Mesomerodon och familjen Rutelidae. Inga underarter finns listade i Catalogue of Life.